# Macrozamia crassifolia
Macrozamia crassifolia (D.L.Jones & P.I.Forst., 1994) è una pianta appartenente alla famiglia delle Zamiaceae, endemica dell'Australia.

## Descrizione
È una cicade con fusto acaule con diametro di 10-20 cm.
Le foglie, pennate, lunghe 50-110 cm, sono disposte a corona all'apice del fusto e sono rette da un picciolo lungo 5-26 cm; ogni foglia è composta da 104-172 paia di foglioline lanceolate, con margine incurvato, lunghe mediamente 15-55 cm, di colore verde.
È una specie dioica con esemplari maschili che presentano coni terminali di forma fusoidale, lunghi 10-16 cm e larghi 3-4,5 cm ed esemplari femminili con coni di forma fusoidale lunghi 11-15 cm, e larghi 6-8 cm.
I semi sono ovoidali, lunghi 19-26 mm, ricoperti da un tegumento di colore rosso.

## Riproduzione
Si riproduce per impollinazione entomofila.

## Distribuzione e habitat
È diffusa nel Queensland, in Australia. Vive su terreni piccoli e sconnessi di tipo sabbioso sopra graniti.

## Conservazione
La IUCN Red List classifica M. crassifolia come specie vulnerabile.

La specie è inserita nella Appendice II della Convention on International Trade of Endangered Species (CITES).